# 대한민국 민법 제363조
대한민국 민법 제363조는 저당권자의 경매청구권, 경매인에 대한 민법 물권법 저당권 조문이다.

## 조문
제363조(저당권자의 경매청구권, 경매인) ① 저당권자는 그 채권의 변제를 받기 위하여 저당물의 경매를 청구할 수 있다.
②저당물의 소유권을 취득한 제삼자도 경매인이 될 수 있다.

第167條(消滅時效의 遡及效) 消滅時效는 그 起算日에 遡及하여 效力이 생긴다.

Article 167(Retroactive Effect of Statute of Limitations) The statute of limitations takes effect retroactively to when the clock first ran.

## 참고 문헌
- 오현수, 일본민법, 진원사, 2014. ISBN 978-89-6346-345-2
- 오세경, 대법전, 법전출판사, 2014 ISBN 978-89-262-1027-7
- 이준현, LOGOS 민법 조문판례집, 미래가치, 2015. ISBN 979-1-155-02086-9